# O ztracené lásce
O ztracené lásce je český televizní seriál režiséra Viktora Polesného z roku 2001.

## Obsazení
- Danica Jurčová (dabuje Jitka Ježková)
- Zlata Adamovská
- Jiřina Bohdalová
- Vladimír Dlouhý
- Zdeněk Dušek
- Arnošt Goldflam
- Hana Gregorová
- Jiří Krejčík
- Jiří Langmajer
- Svatopluk Skopal
- Michal Sieczkowski (dabuje Saša Rašilov)
- Simona Stašová
- Agnieszka Wagner (dabuje Veronika Gajerová)
- Wojciech Sieczkowski
- Zuzana Vejvodová
- Nikol Štíbrová
- Lucie Bílá
- Jan Vlasák
- Kateřina Brožová
- Jana Válková-Janěková
- Michal Novotný
- Alena Sasínová-Polarczyk
- Kristýna Frejová
- Radoslav Brzobohatý
- Michaela Doubravová
- Tereza Němcová
- Daniel Margolius
- Zuzana Norisová
- Daniela Šinkorová
- Kristina Kloubková
- Otakar Brousek mladší
- Martin Sitta
- Eva Leinweberová
- Apolena Veldová
- Michal Przebinda
- Ondřej Brousek mladší
- Chantal Poullain-Polívková
- Zdena Studenková
- Anna Cónová
- Richard Krajčo
- Roman Skamene
- Václav Vydra
- Stanislav Šárský
- Kateřina Hrachovcová
- Tereza Duchková
- Sabina Laurinová
- Pavel Vacek
- Michal Beran
- Pavel Nečas
- Lenka Šindelářová
- Dana Batulková
- Norbert Lichý
- Vladimír Čapka
- Květa Fialová
- Milena Dvorská
- Jiřina Jirásková
- Jaroslava Adamová
- Jitka Sedláčková
- Vladimír Marek
- Daniel Tůma
- Sisa Sklovská
- Vojtěch Štulc
- Jiří Sedláček
- Vladislav Georgiev
- Pavel Kočí
- Kateřina Stryková
- Jitka Malíková
- Daniela Koutná
- Marek Ronec
- Dana Poláková
- Jana Drgoňová
- Pavlína Kafková
- Adéla Šeďová
- Josef Novák-Wajda
- Tomáš Staněk
- Miroslav Hruška
- Ivan Feller
- Nikos Engonidis
- Markéta Viktorová
- Veronika Týblová
- Roman Hajlich

## Další tvůrci
- Kostýmy: Alena Schäferová